# Шишкова, Евгения Васильевна
Евге́ния Васи́льевна Шишко́ва (18 декабря 1972, Ленинград — 29 января 2025, Вашингтон) — советская и российская фигуристка, выступавшая в категории парное катание, американский тренер по фигурному катанию. В паре с Вадимом Наумовым выиграла чемпионат мира 1994. На зимней Олимпиаде 1992 они заняли пятое место, на зимней Олимпиаде 1994 — четвёртое. Заслуженный мастер спорта России.

## Биография
Начала заниматься фигурным катанием в 1980 году, в возрасте 8 лет. Первым тренером Евгении была Н. Пирогова. Сначала Шишкова занималась одиночным катанием, а спустя три года встала в пару. Вторым её партнёром стал Вадим Наумов.
Пара Шишкова — Наумов тренировалась у Людмилы Георгиевны Великовой, хореографами пары были Наталья Печерская и Александр Стёпин.
В декабре 1990 года молодая ленинградская пара (Евгении Шишковой накануне турнира исполнилось 18 лет) выиграла чемпионат СССР в Минске, опередив пару Наталья Мишкутёнок и Артур Дмитриев. На последнем чемпионате СССР в декабре 1991 года Шишкова и Наумов заняли второе место, хотя выиграли короткую программу. Чемпионами стали Елена Бечке и Денис Петров.
В 1991 и 1992 годах Шишкова и Наумов стали бронзовыми призёрами чемпионата Европы, оба раза уступив только соотечественникам — парам Мишкутёнок/Дмитриев и Бечке/Петров. На чемпионатах мира 1991 и 1992 годов Шишкова и Наумов оставались пятыми, оба раза уступив не только парам Мишкутёнок/Дмитриев и Бечке/Петров, но и двум зарубежным парам.
В феврале 1992 года на Олимпийских играх в Альбервиле Шишкова и Наумов заняли пятое место в парном катании, показав пятый результат и в короткой, и в произвольной программе. Чемпионами стали Наталья Мишкутёнок и Артур Дмитриев.
В 1993 году Шишкова и Наумов впервые стали бронзовыми призёрами чемпионата мира (золото досталось канадцам Изабель Брассёр и Ллойду Айслеру), а также стали третьими на чемпионате Европы, хотя лидировали после короткой программы.
В январе 1994 года Наумова и Шишков стали серебряными призёрами чемпионата Европы в Копенгагене, уступив вернувшейся в любительской спорт паре Екатерина Гордеева и Сергей Гриньков, но опередив пару Мишкутёнок/Дмитриев.
На Олимпийских играх 1994 года в Лиллехаммере Шишкова и Наумов, которые рассматривались как одни из реальных претендентов на медали, вновь остались без наград, заняв четвёртое место: чемпионами стали Екатерина Гордеева и Сергей Гриньков, второе место заняли Мишкутёнок и Дмитриев, а третье — Брассёр и Айслер. На прошедшем через месяц после Олимпийских игр чемпионате мира в Тибе пары Гордеева/Гриньков и Мишкутёнок/Дмитриев не выступали, и Шишкова и Наумов сумели стать чемпионами, опередив пару Брассёр/Айслер.
Чемпионат Европы 1995 года в Дортмунде стал пятым подряд, на котором Шишкова и Наумова завоевали медали, на этот раз вновь бронзовые. Они стали лучшими среди российских пар, но уступили опытной немецкой паре Манди Вётцель и Инго Штойер, а также чешской паре Радка Коваржикова и Рене Новотны. Чемпионат мира 1995 года в Бирмингеме выиграли Коваржикова и Новотны, а Шишкова и Наумова стали вторыми.
В декабре 1995 года Шишкова и Наумов выиграли чемпионат России в Самаре. На следующем чемпионате России Шишкова и Наумов заняли третье место.
После того, как пара не была принята в олимпийскую сборную России в 1998 году, Евгения и Вадим ушли из профессионального спорта.
Шишкова и Наумов поженились 7 августа 1995 года в Санкт-Петербурге, их сын Максим родился 1 августа 2001 года в Хартфорде, штат Коннектикут, он также стал фигуристом, несколько раз занимал 4-е место в одиночном катании на чемпионате США.
Евгения Шишкова жила и занималась тренерской работой вместе с мужем в Симсбери, штат Коннектикут. В частности, они тренировали американскую пару Кэтрин Оршер — Гаррет Лукаш (чемпионы США 2005 года и бронзовые призёры чемпионата четырёх континентов 2005 года).
29 января 2025 года в Вашингтоне разбился самолёт, на котором среди пассажиров находились Шишкова и Наумов. Оба погибли.

## Спортивные достижения
| Соревнования/Сезон      | 1990—91 | 1991—92 | 1992—93 | 1993—94 | 1994—95 | 1995—96 | 1996—97 |
| ----------------------- | ------- | ------- | ------- | ------- | ------- | ------- | ------- |
| Зимние Олимпийские игры |         | 5       |         | 4       |         |         |         |
| Чемпионаты мира         | 5       | 5       | 3       | 1       | 2       | 4       |         |
| Чемпионаты Европы       | 3       | 3       | 3       | 2       | 3       |         |         |
| Финалы серии Гран-при   |         |         |         |         |         | 1       |         |
| Чемпионаты России       |         |         | ???     | 3       |         | 1       | 3       |